# Hvissinge
Hvissinge (o Hvessinge su alcune mappe, anche se non nella segnaletica locale) è un sobborgo a circa 13 km a ovest del centro di Copenaghen. Originariamente un piccolo villaggio, ma negli anni '70 la città è cresciuta rapidamente insieme a Glostrup. Fa parte del comune di Glostrup e si trova a 2 km a nord est del centro della città.